# Čínské investice v Austrálii
Čínské investice v Austrálii jsou považovány za významnou součást hospodářského vztahu mezi Austrálií a Čínou.

## Úvod
Z Austrálie je do Číny vyváženo značné množství železné rudy, vlny a dalších surovin a více než 120 000 čínských studentů studuje na australských školách a univerzitách. Čína je prakticky největším nákupčím australského dluhu. V roce 2009 nabídly čínské společnosti ve státním vlastnictví investici 22 miliard dolarů do australského odvětví těžby zdrojů.
Podepsání dohody o volném obchodu mezi Čínou a Austrálií z listopadu 2014 má silný potenciál zvýšit čínské investice v době, kdy se zemědělství a služby stávají vstřícnějšími.

## Vízový program pro investory
Hlavní podporou čínských investic je australský speciální vízový program pro investory zavedený v roce 2012. Tento program urychluje vyřizování požadavků o trvalý pobyt pro ty, kteří jsou připraveni investovat přes pět milionů australských dolarů do státních dluhopisů, specifické infrastruktury a do nemovitostí. Poté, co se Kanada v roce 2012 rozhodla snížit svůj investiční vízový program, se movití Číňané, kteří měli zájem o přímé investice, začali zajímat o Austrálii. V Kanadě nakonec, v roce 2014, došlo k úplnému zrušení tohoto programu. Na začátku roku 2014 bylo oznámeno, že australské investorské vízum bylo uděleno 65 osobám, a to převážně čínským milionářům, kteří zemi přinesli přes 440 milionů dolarů. V roce 2017 bylo již téměř 90 % z více než 1300 cizinců, kteří využívali australský vízový program, čínského původu. Austrálie má také investorský vízový program s požadovanou investicí jednoho milionu australských dolarů. Ten má ale více omezení a získání trvalého víza trvá déle.

## Investice a popularita Austrálie
V roce 2017 bylo oznámeno, že se Austrálie stala třetím nejoblíbenějším místem čínských zámořských investic. Čínské investice směřující do Austrálie se navýšily až o 7 %, zatímco zájem o dva hlavní cíle investic – Hongkong a Spojené státy – klesl o 18 % a 3 %. V roce 2017 bylo zaznamenáno 1,6 milionu Číňanů s vysokým čistým jměním (s depozitem k investování o nejméně 10 milionech čínských jüanů). Celkem 24 % z 3 000 bohatých Číňanů, kteří se zúčastnili průzkumu, vlastnili soukromé investice v Austrálii. Jedním ze tří hlavních důvodů čínských investic v zámoří byla migrace.
Čínské investice v Austrálii 2014–2018 (v miliardách USD)

## Veřejné mínění
V roce 2018 poukázal průzkum Lowy Institute na prudký nárůst negativních názorů australské populace na to, že australská vláda „dovoluje příliš mnoho investic z Číny“. Tento počet vzrostl z 56 % v roce 2014 na 72 % v roce 2018.

## Současné problémy
Čínsko-australské vztahy se z obchodní i politické stránky od konce studené války spíše zlepšovaly. A to natolik, že se Čína pro Austrálii stala největším obchodním partnerem. Avšak v posledních pěti letech (od roku 2015) se situace začala měnit. Kvůli krokům Austrálie i Číny se vztahy mezi těmito zeměmi vyostřují. Austrálie reaguje na Čínu i negativně, pokud to tak cítí. Některé její počínání je odborníky bráno jako oprávněné, jindy je označováno za zbytečnou provokaci. Austrálie však není jediná, ke zhoršování vztahů přispívá i Čína, a to svými zásahy na půdě Austrálie. O takových postupech hovoříme, když Čína zasahuje do různých oblastí v Austrálii, do kterých by se vkládat neměla.

### Korupce v australské politice
V roce 2016 se děly na poli australské politiky podezřelé věci. Čínský miliardář v oblasti nemovitostí Chuang Siang-mo finančně podporoval senátora labouristické strany Sama Dastyariho. Ten pak začal na politické scéně měnit své názory. Jeho postoje byly namířeny proti postoji federální vlády, a to obzvláště v otázkách Jihočínského moře. Údajně měl také odradit australskou mluvčí labouristické strany Tanyu Plibersekovou od jejího setkání s prodemokratistickou aktivistkou v Hongkongu. Chuang Siang-mo byl z Austrálie vyhoštěn a byl mu také zakázán vstup do země. Dastyari po propuknutí této kauzy sám rezignoval.

### Nesouhlas s 5G sítí společnosti Huawei
11. srpna 2018 australská vláda jako první z členů aliance zpravodajských služeb Five Eyes (složené z USA, Velké Británie, Kanady, Austrálie a Nového Zélandu) projevila svůj nesouhlas s čínskou účastí v 5G programu. Vydala bezpečnostní pokyny, které australským telekomunikačním operátorům ukládaly povinnost vyhýbat se nákupu zařízení nebo služeb 5G od společností Huawei 25 i ZTE. Čína odmítla, že Huawei může představovat hrozbu pro národní bezpečnost Austrálie, a uvedla, že australský zákaz byl politicky motivovaný akt.

### Roztržky čínských studentů s australskými
V srpnu 2019 organizovala skupina australských studentů aktivity na podporu demokratických protestů v Hongkongu. To se týkalo například univerzit v Melbourne a Brisbane. Studenti z pevninské Číny chtěli projevit svou náklonnost národu, proto tyto akce narušovali, strhávali transparenty a docházelo i k roztržkám a zastrašování demonstrujících studentů. A to například skrze aplikaci WeChat, kam čínští studenti nahrávali jejich fotky. Studenti z Číny tyto kroky ospravedlňovali jako obranu urážky jejich vlasti. Reakce čínského konzulátu v Brisbane byla pozitivní, čínští velvyslanci ocenili spontánní vlastenectví čínských studentů. Avšak australské ministerstvo obrany reagovalo znepokojením a varováním diplomatů před podporováním násilného chování.

### Kybernetické útoky na australských univerzitách
V roce 2018 se na Australské národní univerzitě odehrálo opakovaně několik kybernetických útoků, jejichž viník nebyl nalezen. Později v květnu 2019 se k incidentu vyjádřil přední analytik institutu australské bezpečnostní politiky Tom Uren a řekl, že v té době to byla nejspíše vina Číny.
Avšak ve stejném roce, v květnu 2018, proběhl kybernetický útok přímo namířený proti třem australským politickým stranám. Byl připisován čínskému Ministerstvu pro státní bezpečnost. Vyšetřování bylo, dle zprávy zveřejněné agenturou Reuters v září 2019, provedeno australskou vládní agenturou (odpovědnou za zpravodajství o zahraničních signálech, podporu vojenských operací, kybernetickou válku a bezpečnost informací).

### Covid-19
17. dubna 2020 australský ministr obrany Peter Dutton navrhoval nezávislou kontrolu původu šíření viru SARS-CoV-2, který způsobuje onemocnění covid-19. Současně žádal Čínu o větší transparentnost v těchto otázkách. Čínské velvyslanectví v Canbeře odpovědělo tím, že se Austrálie jistě řídí dle Washingtonu a připojuje se tím k protičínské propagandě, čímž jen poukazuje na svoji nedostatečnou nezávislost.
Následně dne 22. dubna 2020 zahájil australský premiér Scott Morrison po telefonátu s tehdejším americkým prezidentem Donaldem Trumpem nezávislé mezinárodní vyšetřování původu pandemie covidu-19. Na tuto skutečnost Čína reagovala negativní kritikou a tyto australské kroky označila jako politické manévrování. Čína ve svých novinách označila Austrálii jako žvýkačku přilepenou na podrážce čínské boty, kterou Čína musí co nejdříve někde otřít. Podle dat z Tsinghua University se však vztahy zhoršují na základě situace z předchozích let.